# Bialafos
El bialafos o bilanafos (L-alanil-L-alanil-fosfinotricina) es un fosfinato tripéptido natural que consiste en unión de dos aminoácidos alanina y glufosinato. El bialafos es un herbicida natural que se aisló de dos Streptomyces diferentes que viven en el suelo (Streptomyces hygroscopicus y Streptomyces viridochromogenes). El bialafos tiene propiedades herbicidas que se remontan al grupo de fosfinotricina biológicamente activo. El bialafos es una protoxina y, como tal, tóxica no es. Cuando es metabolizado por la planta, se libera el análogo del ácido glutámico, el glufosinato, que inhibe la glutamina sintetasa. Esto da como resultado la acumulación de amonio y la alteración del metabolismo primario.
La fosfinotricina (PT) (comúnmente conocida como glufosinato), es un aminoácido no proteinogénico que se descubrió como un componente del tripéptido PT-Ala-Ala (bialafos). Posteriormente se encontró en el tripéptido PT-Ala-Leu (fosalacina) de Kitasatosporia phosalacinea y el tetrapéptido PT-Ala-Ala-Ala (trialafos). Como análogos estructurales de un intermediario catalítico de la glutamina sintetasa (GS). El glufosinato inhibe de manera potente esta enzima, pero tiene poca actividad como aminoácido libre, probablemente debido a una mala absorción. Sin embargo, los péptidos "caballo de Troya" derivados del glufosinato se importan fácilmente a las células donde las peptidasas liberan el inhibidor activo. Sin embargo, la muerte de la planta como resultado de la inhibición de la GS de la planta ha convertido a estas sustancias como unos herbicidas exitosos que se venden típicamente como sal de amonio.